# 小野将夢
小野 将夢（おの まさむ、12月3日 - ）は、日本の男性声優。和歌山県出身。青二プロダクション所属。

## 略歴
青二塾大阪校出身。
高校1年生の時に文化祭の出し物で舞台に出演したが、2年生では出ず、3年生になった文化祭での舞台の台本を書いた生徒に「どうしてもお前の演技がまた見たい」と説得され、承諾。その役は「飢餓に苦しむ国民」で、内容は「国王たち貴族が裕福な生活を続けるために、税を引き上げ、国民を虐げている」というもの。反乱を起こした国民たちが城へ攻め込み、自分の演じた国民が姫に向かって訴えるシーンになった途端、それまで騒がしかった客席の空気がガラリと変わり、観客の視線が自分に集中するのを感じた。その経験から表現に興味を持ち、養成所に入るきっかけにもなったと語っている。
養成所に通う内、次第に「プロとしてもやってみたい」と思うようになり、声優を志した。

## 人物
特技は物真似。方言は関西弁。
好きな作品には『アマガミ』を挙げている。

## 出演
太字はメインキャラクター。

### テレビアニメ
2017年
- 正解するカド
- ONE PIECE（2017年 - 2022年、ホーミーズ、兵士、手下、国民、イゾウ〈幼少期〉 他）

2018年
- からくりサーカス（ゾナハ病棟 子供）

2019年
- ちびまる子ちゃん（2019年 - 2023年、上級生A、キヨシ）
- ゲゲゲの鬼太郎（第6作）（冬真、健人）
- 名探偵コナン（チョー君）
- とある科学の一方通行（DA兵）
- 厨病激発ボーイ（吉住委員長）
- けだまのゴンじろー（モブ1）
- 炎炎ノ消防隊（2019年 - 2020年、生徒、第1隊員、聖陽の影 隊員） - 2シリーズ
- ぼくたちは勉強ができない!（観客B）

2020年
- カードファイト!! ヴァンガード（客）
- A3!（通行人）
- number24（近衛素直）
- ドラえもん（テレビ朝日版第2期）（スネ夫のいとこ、犬、カラス）
- ミュークルドリーミー（2020年 - 2021年、部下B、学級部員②、火辺野もへじ）
- かぐや様は告らせたい シリーズ（2020年 - 2022年、豊崎三郎） - 2シリーズ
- アサティール 未来の昔ばなし（若者）
- あひるの空（男子生徒）
- とある科学の超電磁砲T（男子学生）
- もっと!まじめにふまじめ かいけつゾロリ（町人）

2021年
- はたらく細胞!!（一般細胞1）
- SK∞ エスケーエイト（同級生、ギャラリー、記者）
- スケートリーディング☆スターズ（前島の友人）
- ホリミヤ（男子高校生）
- ワールドトリガー（2021年 - 2022年、隠岐孝二） - 2シリーズ
- 86-エイティシックス-（2021年 - 2022年、チセ・オーセン、男性） - 2シリーズ
- カードファイト!! ヴァンガード overDress（2021年 - 2023年、友人、ユースメンバー） - 2シリーズ
- セブンナイツ レボリューション -英雄の継承者-（生徒）
- ひぐらしのなく頃に卒（ダビンチの客）
- D_CIDE TRAUMEREI THE ANIMATION（少年）
- 境界戦機（2021年 - 2022年、レジスタンス隊員、ヤタガラス隊員） - 2シリーズ
- デジモンゴーストゲーム（フライビーモン）

2022年
- 薔薇王の葬列（男性貴族A）
- からかい上手の高木さん3（荒木）
- スローループ（男子）
- ありふれた職業で世界最強 2nd season（仁村明人）
- ラブオールプレー（有村哲也）
- サマータイムレンダ（弔問客）
- 忍の一時（男子2、甲賀生徒2）
- VAZZROCK THE ANIMATION（野球部員A）
- 陰の実力者になりたくて!（観客）

2023年
- お隣の天使様にいつの間にか駄目人間にされていた件（男子生徒）
- 僕とロボコ（西キャド総三郎、全ての人々を助けるマン）
- シュガーアップル・フェアリーテイル（青年、職人）
- 魔術士オーフェンはぐれ旅 聖域編（トリンキー）

2024年
- 愚かな天使は悪魔と踊る（警官）
- 刀剣乱舞 廻 -虚伝 燃ゆる本能寺-（こんのすけ）
- アイドルマスター シャイニーカラーズ 2nd season（青年）

2025年
- SAKAMOTO DAYS（乗客）
- 9-nine- Ruler’s Crown（男子生徒B）

### 劇場アニメ
- 竜とそばかすの姫（2021年）
- 劇場版 美少女戦士セーラームーンCosmos（2023年）

### OVA
- フラグタイム（2019年）

### Webアニメ
- 斉木楠雄のΨ難 Ψ始動編（2019年、プレイヤーB、男子学生B）
- ゼノンザード THE ANIMATION（2020年、男子生徒B）
- バキ（2020年、観客）
- MONSTERS 一百三情飛龍侍極（2024年、村人たち）

### ゲーム
2017年
- LOST SPHEAR（カナタ）

2018年
- 真・三國無双8（武将）
- ゴッドイーター3（キース・ペニーウォート）

2019年
- Readyyy!（碓井千紘）
- テイルズ オブ ザ レイズ（ルック）

2020年
- 恋の花咲く百花園（土屋柊二）
- SHOW BY ROCK!! Fes A Live
- クラッシュフィーバー（ワット）

2021年
- ジャックジャンヌ（加斎中）
- 戦国無双5（毛利輝元）
- 月姫 -A piece of blue glass moon-
- FINAL FANTASY VII THE FIRST SOLDIER（♂ボイスA）
- ソロモンプログラム（忍者シキミ）
- 金色のコルダ スターライトオーケストラ（榛名流星）

2022年
- モンスターストライク（生駒隊）
- ゼノブレイド3（2022年 - 2023年、ニコル）
- 機動戦士ガンダム 鉄血のオルフェンズG（144）

2023年
- 龍が如く7外伝 名を消した男

2024年
- 逆転オセロニア（遠夜）
- 東京ディバンカー（艸楽陽）
- 英傑大戦（市村鉄之助、陸抗、荘丹）
- ドラゴンボールスーパーダイバーズ（アバターボイス クール）
- ディストーテッドコード（要邦孝）

2025年
- クイズRPG 魔法使いと黒猫のウィズ（わなび・オブ・遊離）
- QQQbeats!!!（オギト）

### ドラマCD
- 1年A組のモンスター（2021年、明石晃）※6巻ドラマCD付き特装版

### BLCD
- おすわり、よくできました（2021年、支倉の元パートナー）

### デジタルコミック
- 顔に出ない柏田さんと顔に出る太田君（2020年、田所君[31]）
- 転生しても嫌われ王子だったので関係修復頑張ります。（2023年、ヒューゴ[32]）

### ラジオドラマ
- 青山二丁目劇場 -カラッポ-（惣一朗、2019年4月15日）
- 青山二丁目劇場 -赤い実-（来栖、2019年7月22日）
- 青山二丁目劇場 -浮いている男-（浮谷泰ニ、2023年6月26日）
- 青山二丁目劇場 -あなたと向き合う時間～水槽から愛をこめて』-（昴、2025年2月17日）

### インターネットテレビ
- 「明日、学校へ行きたくない」というあなたの心の声で作る生放送〜お寄せ頂いた投稿を声優が朗読し、みんなで考えます〜（2019年9月1日、ニコニコ生放送）投稿朗読[33]

### その他コンテンツ
- マガツノート（2022年 - 、佐助）[34]
- 燈の守り人逆光（2024年、藤倉多聞[35]）

## ディスコグラフィ

### キャラクターソング
| 発売日   | 商品名                                                                   | 歌 | 楽曲                                                    | 備考                     |  |
| 2018年   | 2018年                                                                   | 2018年 | 2018年                                                  | 2018年                   |  |
| -------- | ------------------------------------------------------------------------ | --- | ------------------------------------------------------- | ------------------------ |  |
| 4月14日  | Readyyy!                                                                 | RayGlanZ | 「GO NOW!」                                             | ゲーム『Readyyy!』関連曲 |  |
| 6月3日   | Readyyy! 第2弾                                                           | RayGlanZ | 「すきだ」                                              | ゲーム『Readyyy!』関連曲 |  |
| 9月22日  | Readyyy! 第3弾                                                           | RayGlanZ | 「Shining magic」                                       | ゲーム『Readyyy!』関連曲 |  |
| 2019年   |                                                                          | |                                                         |                          |  |
| 3月27日  | Readyyy! Selections                                                      | SP!CA、摩天ロケット、Just 4U、RayGlanZ、La-Veritta | 「Special Medley」                                      | ゲーム『Readyyy!』関連曲 |  |
| 8月17日  | Readyyy! 第4弾                                                           | RayGlanZ | 「Bring it on」 「nineteen! feat.RayGlanZ -short ver-」 | ゲーム『Readyyy!』関連曲 |  |
| 12月21日 | Readyyy! song collection The Beginning Place                             | RayGlanZ | 「GO NOW!」 「すきだ」                                  | ゲーム『Readyyy!』関連曲 |  |
| 2021年   |                                                                          | |                                                         | ゲーム『Readyyy!』関連曲 |  |
| 4月28日  | 金色のコルダ スターライトオーケストラ 3 Show Up 〜シルフ芸術アカデミー〜 | ポラリス | 「Twinkling Kiss」                                      |                          |  |
| 12月22日 | Readyyy! 第5弾                                                           | RayGlanZ | 「There's a light」                                     | ゲーム『Readyyy!』関連曲 |  |
| 12月22日 | RE:motion                                                                | SP!CA、摩天ロケット、Just 4U、RayGlanZ、La-Veritta | 「RE:motion」                                           | ゲーム『Readyyy!』関連曲 |  |
| 2022年   |                                                                          | |                                                         |                          |  |
| 6月22日  | Readyyy! T.O.P Idol SHOW!! EP                                            | Team Flame (上條雅楽（CV: 榊原優希）, 折笠凛久（CV: 美藤大樹）, 碓井千紘（CV: 小野将夢）, 宗像十夜（CV: 近衛秀馬）, 久瀬光希（CV: 住谷哲栄） , 錦戸佐門（CV: 長谷徳人）) | Mr. LaseR                                               | ゲーム『Readyyy!』関連曲 |  |
| 2023年   |                                                                          | |                                                         |                          |  |
| 7月30日  | Are you Readyyy？                                                        | SP!CA、摩天ロケット、Just 4U、RayGlanZ、La-Veritta | 「Are you Readyyy？」                                   | ゲーム『Readyyy!』関連曲 |  |

## ライブ・イベント

### 合同ライブ
| 出演日             | タイトル                                                                               | 会場                             |
| ------------------ | -------------------------------------------------------------------------------------- | -------------------------------- |
| 2018年2月14日      | 『Readyyy!』プロジェクト2月14日制作発表vol.1                                           | 六本木ニコファーレ（東京都）     |
| 2018年3月14日      | 『Readyyy!』プロジェクト3月14日制作発表Vol.2                                           | 六本木ニコファーレ（東京都）     |
| 2018年4月14日      | 【セガフェス2018】『Readyyy!』ゴー☆ルドステージ Vol.0 〜僕ら、本格始動します！〜       | ベルサール秋葉原（東京都）       |
| 2018年4月28日      | 『Readyyy!』ゴー☆ルドステージ Vol.1 〜僕ら、明日に向かって歌います！〜                 | 原宿クエストホール（東京都）     |
| 2018年5月13日      | 『Readyyy!』ゴー☆ルドステージ Vol.2 〜僕ら、晴れやかにおもてなしします！〜             | よみうりホール（東京都）         |
| 2018年6月3日       | 『Readyyy!』ゴー☆ルドステージ Vol.3 〜僕ら、雨ニモマケズおもてなしします！〜           | よみうりホール（東京都）         |
| 2018年7月16日      | 『Readyyy!』ゴー☆ルドステージ Vol.4 〜僕ら、夏の太陽より熱くおもてなしします！〜       | よみうりホール（東京都）         |
| 2018年7月22日      | 『Readyyy!』ゴー☆ルドステージ Vol.4.5 〜僕ら、池袋で2日間おもてなしします！〜          | セガ池袋GiGO 7F（東京都）        |
| 2018年8月26日      | 『Readyyy!』ゴー☆ルドステージ Vol.5 〜僕ら、夜空の花火よりも盛大におもてなしします！〜 | よみうりホール（東京都）         |
| 2019年5月11日      | Readyyy! Happyyy! Partyyy! 2019                                                        | 日本消防会館（東京都）           |
| 2019年8月14日      | ディアプロ夏祭り〜OTODAMA de ソイヤ！〜                                                | OTODAMA SEA STUDIO（神奈川県）   |
| 2020年2月8日       | Readyyy! 2nd anniversary LIVE "THE NEW MOMENT"                                         | 恵比寿 The Garden Hall（東京都） |
| 2021年3月13日,14日 | Readyyy! 3rd anniversary Live “LINK THE MOMENT”                                        | Yokohama 1000 CLUB（神奈川県）   |
| 2022年2月13日      | Readyyy! 4th Anniversary Live "Twinkle of Protostars"                                  | 豊洲ピット（東京都）             |